# Dan Vogel
Daniel Arlon Vogel (* 1955) ist ein US-amerikanischer Sachbuchautor, der über das Mormonentum publiziert. Das Buch Joseph Smith: The Making of a Prophet gehört zu seinen bekanntesten Werken.

## Leben und Werk
Vogel studierte Geschichtswissenschaft an der California State University, Long Beach, und schloss 1986 mit einem Bachelor of Arts ab. Schon vor dem Studienabschluss legte er sein erstes Buch über die Frühzeit des Mormonentums vor. Seitdem publiziert er über den Gründer der Kirche Joseph Smith und seine Zeit. Im September 2004 wurde Vogel der John Whitmer Historical Association Award verliehen. Im Mai 2005 bekam er den Literaturpreis  der Mormon History Association. Er erhielt beide Preise für das Buch Joseph Smith: The Making of a Prophet.
In dem Buch The Making of a Prophet stellt Vogel die These auf, dass Joseph Smith ein frommer Betrüger gewesen sei, der seine religiösen Behauptungen erfunden habe, um einer seiner Ansicht nach noblen Sache zu dienen. Vogel sieht den Ursprung des frommen Betrugs in den Konflikten zwischen den Mitgliedern der Familie Smith. Diese seien gespalten gewesen zwischen Skeptizismus und Universalismus des Joseph Smith, Sr. (des Vaters von Joseph Smith) und dem eher gesellschaftsfähigen Protestantismus der Lucy Mack Smith (der Mutter von Joseph Smith). Joseph Smith jr. habe es geschafft, die Familie wieder zu vereinen. Dies sei ihm durch Veröffentlichung des Buches Mormon und Gründung der Kirche Christi gelungen. Außerdem seien die Familienmitglieder wichtige Zeugen des Buches Mormon gewesen. Vogel verbindet die Geschichte von Joseph Smith mit der Entstehung des Buches Mormon, das er als ein von den Erfahrungen und der Psychologie Smiths geprägtes Werk ansieht.
Vogel gab außerdem das 1834 erstmals erschienene Buch Mormonism Unvailed (sic) von Eber D. Howe neu heraus. Dieses Buch war die erste kritische Betrachtung des Buches Mormon. Mit Hilfe von Aussagen von Nachbarn und Bekannten Joseph Smiths beleuchtet Howe dessen Rolle kritisch.

## Kritik
Mormonische Apologeten und Gelehrte werfen Vogel in seinen wissenschaftlichen Arbeiten Voreingenommenheit vor. Larry Morris, Professor an der Brigham Young University, würdigt dagegen seine Bemühungen um die Herausgabe der mehrere Ausgaben starken und preisgekrönten Early Mormon Documents.
Mitglieder der Foundation for Ancient Research and Mormon Studies bestreiten die Verbindungen, die Vogel zwischen dem Buch Mormon und Joseph Smith herstellt. Es gebe keine Beweise für die Parallelen, die Vogel zwischen den familiären Konflikten Smiths und den im Buch Mormon geschilderten Konflikten ziehe.

## Veröffentlichungen
- How to win with women. Prentice-Hall, 1983, ISBN 0-13-441212-5.
- Indian Origins and the Book of Mormon. Signature Books, Salt Lake City, Utah 1986, ISBN 0-941214-42-7 (signaturebookslibrary.org).
- Religious Seekers and the Advent of Mormonism. Signature Books, Salt Lake City, Utah 1988, ISBN 0-941214-64-8 (signaturebookslibrary.org).
- The Word of God: Essays on Mormon Scripture. Signature Books, Salt Lake City, Utah 1990, ISBN 0-941214-93-1 (signaturebookslibrary.org).
- Anti-Universalist Rhetoric in the Book of Mormon. In: Brent Lee Metcalf (Hrsg.): New Approaches to the Book of Mormon: Explorations in Critical Methodology. Signature Books, Salt Lake City, Utah 1993, ISBN 1-56085-017-5 (signaturebookslibrary.org).
- Joseph Smith: The Making of a Prophet. Signature Books, Salt Lake City, Utah 2004, ISBN 1-56085-179-1 (signaturebookslibrary.org).

Als Herausgeber
- Early Mormon Documents. Band 1–5. Signature Books, Salt Lake City, Utah 1996, ISBN 1-56085-072-8.
- mit Brent Lee Metcalf (Hrsg.): American Apocrypha: Essays on the Book of Mormon. Signature Books, Salt Lake City, Utah 2002, ISBN 1-56085-151-1.
- History of Joseph Smith and the Church of Jesus Christ of Latter-day Saints: a Source and Text-critical Edition. Smith-Pettit Foundation, Salt Lake City, Utah 2015, ISBN 978-1-56085-245-2.